# ملعب جابر الأحمد الدولي
ملعب جابر الأحمد الدولي ملعب رياضي كويتي مُتعدِّد الأغراض، يقع في محافظة الفروانية جنوب مدينة الكويت بمنطقة العارضية الصناعية. افتتح الملعب رسميًا في 18 ديسمبر 2015 بمباراة استعراضية بين منتخب نجوم العالم و منتخب نجوم الكويت. تبلغ طاقة الملعب الاستيعابية للإستاد حوالي 60,000 متفرج، ويعتبر كأكبر إستاد رياضي في الكويت و السابع عربيًا، و الخامس والعشرين عالميًا من حيث السعة. ويعتبر الملعب هو الملعب الرسمي لمنتخب الكويت لكرة القدم.
ويضم الإستاد عدة قاعات رئيسية، منها قاعة لكبار الشخصيات وقاعة أميرية ومصلى واستراحة لكبار الشخصيات ، وقد صمم الشكل الخارجي للإستاد ليمثل البيئة البحرية للكويت المتمثلة بالبوم والبيئة البرية ممثلة بسرج الحصان إضافة إلى السواري البحرية ، كما يتواجد تحت أرضية الملعب أنابيب لسحب المياه من على أرض الملعب، ويتم إعادة تكرير هذه المياه لإعادة استخدامها. كما أضيف للإستاد شاشة عالية الوضوح تعد الأولى من نوعها في الشرق الأوسط من حيث درجة الوضوح. يحتوي الإستاد على كاميرات عنكبوتية يمكنها التصوير والتحرك عاموديا وأفقيا عبر مساحات الملعب.

## التشييد
وقد وقعت الهيئة العامة للشباب والرياضة عقد بناء الإستاد في يوم 17 أبريل 2000 ، ووافقت بلدية الكويت يوم 20 سبتمبر 2000 على تخصيص أرض في منطقة الشدادية بمساحة مليوني متر مربع بدلا من منطقة العارضية لتكون مقرا لملعب جابر الأحمد الدولي وتكون نواة لمدينة جابر الأحمد الرياضية ، وفي 26 نوفمبر 2000 عاد مكان الملعب إلى العارضية مرة أخرى وستزيد مساحة المدينة الرياضية 800 ألف متر مربع ، ويتسع الملعب إلى 60,000 متفرج  سيكون منها 58,000 للجمهور و300 مقعد للمعاقين و750 مقعد لكبار الشخصيات و250 مقعد للإعلام و600 مقعد للكبائن الخاصة ، ولديه مواقف للسيارات تتسع ل6500 سيارة  سيكون 5150 منها للجمهور و600 موقف لكبار الشخصيات و750 موقف مواقف مظللة للعاملين ، وبلغت تكلفته النهائية للإستاد 59 مليون دينار كويتي، الشركة المنفذة للمشروع هي شركة محمد عبد المحسن الخرافي.

## وضع حجر الأساس
في يوم 12 مارس 2005 تم وضع حجر الأساس تحت رعاية الشيخ جابر الأحمد الصباح ينوب عنه الشيخ صباح الأحمد الصباح رئيس مجلس الوزراء آنذاك.

## افتتاح الملعب
وفي تاريخ 3 نوفمبر 2008، قامت اللجنة الدائمة للاحتفال بالعيد الوطني بدراسة الاستعدادات لافتتاح الملعب ، وكان كابتن منتخب الكويت في كأس العالم لكرة القدم 1982 سعد الحوطي قد طالب في 9 أكتوبر 2006 باستقدام منتخب إيطاليا لكرة القدم بصفته الفائز بكأس العالم لكرة القدم 2006 لافتتاح الملعب. وقد تسلمت الهيئة العامة للشباب والرياضة الملعب في 24 مايو 2009 من وزارة الأشغال.
وأعلن رئيس الهيئة العامة للشباب والرياضة فيصل الجزاف بأن نظام دخول الجماهير إلى الملعب سيكون عن طريق البطاقة الممغنطة وذلك بعد زيارته لملعب الإمارات وملعب ويمبلي، ومن مزايا البطاقة الممغنطة بأنه يمكن ربطها بوزارة الداخلية لتتبع أي شخص مطلوب أمنيا، وستعمل الهيئة العامة للشباب والرياضة على تعميم الفكرة على جميع الملاعب الكويتية، وستتعاون الهيئة العامة للشباب والرياضة مع شركة فورترس لتنفيذ الأفكار.
في تاريخ 1 ديسمبر 2015، أعلن وزير الدولة لشؤون مجلس الوزراء الشيخ محمد عبد الله المبارك الصباح عن موعد افتتاح إستاد جابر الأحمد الدولي وسيكون في تاريخ 18 ديسمبر 2015 بحضور بعض المطربين العرب وهم عبد الله الرويشد، نوال الكويتية وأحلام وغيرهم وبعد الحفل، ستكون هناك مباراة تجمع بين نجوم الدوري الكويتي ضد نجوم العالم بقيادة المدرب الإيطالي فابيو كابيلو.

## المواصفات
ويتواجد حول الملعب مضمار لألعاب القوى وحوض سباحة وغرف للإجتماعات وخدمات الملعب مواقع لكل من الشرطة والإسعاف والإطفاء، ويتكون الملعب من أربعة طوابق، الدور الأول مخصص لكبار الشخصيات إلى جانب مواقف ومهابط للمروحيات ، والدور الثاني يتكون من القاعة الأميرية ومداخل للاستراحة الأميرية وغرفة طبيب والقاعة الرئيسية الأميرية المطلة على الملعب، ويوجد به أيضا غرف للمسؤولين والسكرتارية والسجل ومتحف زجاجي لمجسم الملعب وغرف اجتماعات وغرف مطلة على الملعب و54 كابينة تتسع لـ 600 متفرج، ويحتوي الدور الثاني على غرف للتلفزيون والصحافة مطلة على الملعب وغرفة للمؤتمرات الصحفية مع ترجمة فورية لثلاثة لغات و100 كرسي للصحافة وخمسة غرف للتعليق الإذاعي وستة أستوديوهات للبث التلفزيوني وغرفة تحكم بالتلفزيون والإذاعة وغرفة أستديو تحليلي وغرفة كنترول وغرفة تحكم بلوحة النتائج والإعلانات وغرف للحراس والشرطة والإسعاف وغرفة مراقبة رئيسية مطلة على الملعب، ويتكون الدور الثالث من أربعة مصليات ومتاجر لبيع الملابس الرياضية والوجبات وعدد منصات الكاميرا التلفزيونية، ويحتوي الدور الرابع يؤدي إلى خدمات السقف والإضاءة المعلقة ولوحتي النتائج. كما يحتوي الإستاد على 6500 موقف سيارة في الداخل و 26 ألف موقف سيارة خارجة.

## أشهر المباريات والفعاليات
استضاف ملعب جابر الأحمد الدولي منذ افتتاحه العديد من المباريات والفعاليات الرياضية البارزة على المستويين المحلي والدولي. من أبرز هذه المباريات:
- مباراة الافتتاح الرسمية (18 ديسمبر 2015):

شهد الملعب مباراته الاستعراضية الأولى بين منتخب نجوم العالم بقيادة المدرب الإيطالي فابيو كابيلو ومنتخب نجوم الكويت، بحضور جماهيري ضخم تجاوز 50,000 متفرج. ترافق الحدث مع حفل فني ضم نخبة من المطربين العرب مثل عبد الله الرويشد، نوال الكويتية، وأحلام.
- نهائي كأس الأمير لكرة القدم:

الملعب كان مسرحًا للنهائيات المهمة في الدوري الكويتي وكأس الأمير، حيث استقطبت المباريات جماهير غفيرة وأعطت اللاعبين أجواءً مشابهة للمباريات الدولية.
- المباريات الدولية الودية:

استضاف الملعب مباريات ودية لمنتخبات دولية عديدة، مثل مباريات الكويت ضد منتخبات آسيوية وأوروبية، لتطوير مستوى المنتخب الوطني وإتاحة الفرصة للاعبين للاحتكاك مع نجوم عالميين.
- المناسبات الرياضية الكبرى:

استخدم الملعب لإقامة فعاليات ألعاب القوى، البطولات المدرسية والجامعية، بالإضافة إلى حفلات الافتتاح للمهرجانات الرياضية الوطنية. كما احتضن الملعب بعض المباريات في دوري أبطال آسيا للأندية، مما أكسبه شهرة إقليمية وعالمية.
- التدريبات والمباريات التحضيرية للمنتخب الكويتي:

يُعد الملعب المقر الرئيسي لتدريبات المنتخب الكويتي قبل البطولات الكبرى، ويستضيف المباريات التحضيرية أمام الفرق المحلية والأجنبية لضمان جاهزية اللاعبين.
- كأس الخليج العربي 2024:

استضاف الاستاد المباراة الافتتاحية بين المنتخب الكويتي وعمان في 21 ديسمبر 2024.
أقيمت المباراة النهائية في 3 يناير 2025، حيث فاز المنتخب البحريني على نظيره السعودي.
استضاف الاستاد 8 مباريات ضمن البطولة، بما في ذلك مباريات منتخبات الكويت، البحرين، العراق، والسعودية. سواليف.
- دوري أبطال آسيا:

استضاف الاستاد بعض المباريات في دوري أبطال آسيا للأندية، مما أكسبه شهرة إقليمية وعالمية.
- حفلات موسيقية:

استضاف الاستاد حفلات لعدد من الفنانين العرب البارزين، مثل عبد الله الرويشد، نوال الكويتية، وأحلام، مما أضاف بعدًا ثقافيًا للملعب.
- مهرجانات رياضية:

احتضن الاستاد فعاليات رياضية متنوعة، بما في ذلك ألعاب القوى والبطولات المدرسية والجامعية.
- المباريات التحضيرية:

يعد الاستاد المقر الرئيسي لتدريبات المنتخب الكويتي قبل البطولات الكبرى، حيث يستضيف المباريات التحضيرية أمام الفرق المحلية والأجنبية لضمان جاهزية اللاعبين.
تظهر هذه المباريات والفعاليات قدرة الملعب على استيعاب جماهير ضخمة وتقديم خدمات رياضية متكاملة، مما يجعله رمزًا رياضيًا بارزًا في الكويت والمنطقة العربية.